# Алесандро Дзанарди
Алесандро „Алекс“ Дзанарди (на италиански: Alessandro „Alex“ Zanardi, изписвано често неправилно на български като Алесандро Занарди) е италиански автомобилен състезател от Формула 1 и КАРТ сериите. Роден е на 23 октомври 1966 в град Кастел Маджоре, близо до Болоня, Италия. През 2002 г. претърпява тежка катастрофа на пистата Евроспийдуей Лаузиц в Германия с болид от американските серии КАРТ, вследствие на което са му ампутирани двата крака.
В края на 2003 г. Алекс се завръща на пистата в Лаузиц в специално преработен автомобил с оборудван с ръчни газ и спирачка. С него той изминава последните 13 обиколки, които не успява да завърти при инцидента, който за малко не е отнел живота му. При това достига високи скорости – почти 310 км/ч. Всъщност ако е участвал в квалификациите през същия уикенд е щял да се класира пети.
По-късно Дзанарди се състезава в състезание от сериите WTCC на Монца също със специално пригоден за протезите му автомобил и завършва на впечатляващото 7-о място. През 2004 г. отново възобновява състезателната си кариера в европейските серии WTCC с протези на двата крака.
През 2007 година е патрон на „Европейско рали за хора с увреждания“, проведено в София.

## Лични данни
- Живее в Монако
- Висок: 177 cm / Тегло: 70 кг
- Женен за Даниела / Има син Николо
- Хоби – ски, риболов
- Лични автомобили: БМВ M5, Хонда NSX, Хонда CRV

## Кариера в Индикар
Двукратен шампион с болид на „Чип Ганаси Рейсинг“ през 1997 и 1998 година.

## Кариера във Формула 1
- 6-о място – 1
- Отпадания – 23